# 25-й цикл сонячної активності
25-й цикл сонячної активності — поточний сонячний цикл, двадцять п'ятий цикл, рахуючи від 1755 року, коли розпочався систематичний моніторинг кількості сонячних плям. Цикл почався у грудні 2019 року з мінімуму кількості сонячних плям (число Вольфа 1,8). Очікується, що він триватиме приблизно до 2030 року.

## Передбачення
Прогнози сили 25-го циклу сонячної активності дуже різнились, варіюючись від дуже слабкого циклу з натяками на повільний перехід до стану, подібного до Маундерівського мінімуму, до просто слабкого циклу, подібного до попереднього 24-го циклу, і навіть сильного циклу.
У грудні 2019 року група прогнозів 25-го циклу передбачила, що цикл буде подібним до 24-го циклу сонячної активності, з мінімумом сонячної активності у квітні 2020 року (± 6 місяців), і максимумом у липні 2025 року (± 8 місяців), коли кількість сонячних плям досягне (згладженого) значення 115. Цей прогноз узгоджується із загальною консенсусом у науковій літературі, яка стверджує, що 25-й сонячний цикл буде слабшим за середній (тобто слабшим, ніж під час надзвичайно сильного Сучасного максимуму). Однак спостереження перших трьох років циклу, з 2020 по 2022, значно перевищили прогнозовані значення.
| Джерело                                                                         | Дата         | Максимум циклу                               | Початок циклу               | Кінець циклу |
| ------------------------------------------------------------------------------- | ------------ | -------------------------------------------- | --------------------------- | ------------ |
| Thompson, M.J. et al.                                                           | серпень 2014 |                                              | 4-й квартал 2019            |              |
| Zharkova, V. et al 2014, 2015. (Northumbria U.)                                 | жовтень 2014 | 65 (80% of cycle 24)                         |                             |              |
| Upton, L.A. and Hathaway, D.H. (Solar Observatories Group, Stanford University) | грудень 2018 | 78 (95% of cycle 24)                         | кінець 2020 – початок 2021  |              |
| Xu, J.C. et al. (Chinese Academy of Sciences)                                   | серпень 2018 | 168.5 ± 16.3 (2024)                          | жовтень 2020                |              |
| Bhowmik, P. and Nandy, D. (IISER Kolkata)                                       | грудень 2018 | 124 ± 15 (2023–2025)                         | 2020                        | після 2031   |
| Ozguc, A. et al. (Harvard U-ty)                                                 | грудень 2018 | 154 ± 12 (2023.2±1.1)                        |                             |              |
| NOAA / SSRC                                                                     | квітень 2019 | 117 ± 23 (2023–2026)                         | середина 2019 – кінець 2020 |              |
| NASA                                                                            | червень 2019 | 70 ± 29 (30–50% нижче, ніж 24-й цикл (2025)) | 2020                        |              |
| NOAA / SSRC (update)                                                            | грудень 2019 | 115 ± 10 (липень 2025)                       | квітень 2020 (± 6 місяців)  |              |
| Mcintosh et al.                                                                 | червень 2020 | 229 ± 25                                     |                             |              |
| Mcintosh et al.                                                                 | грудень 2020 | 190 ± 20                                     |                             |              |
| National Center for Atmospheric Research                                        | грудень 2020 | 233                                          |                             |              |
| de Jager, C. and Duhau, S.                                                      | грудень 2020 | 160 ± 8 (2025 ± 1)                           |                             |              |
| Зараз, для порівняння                                                           |              | >160.8                                       | грудень 2019                | –            |

## Перебіг

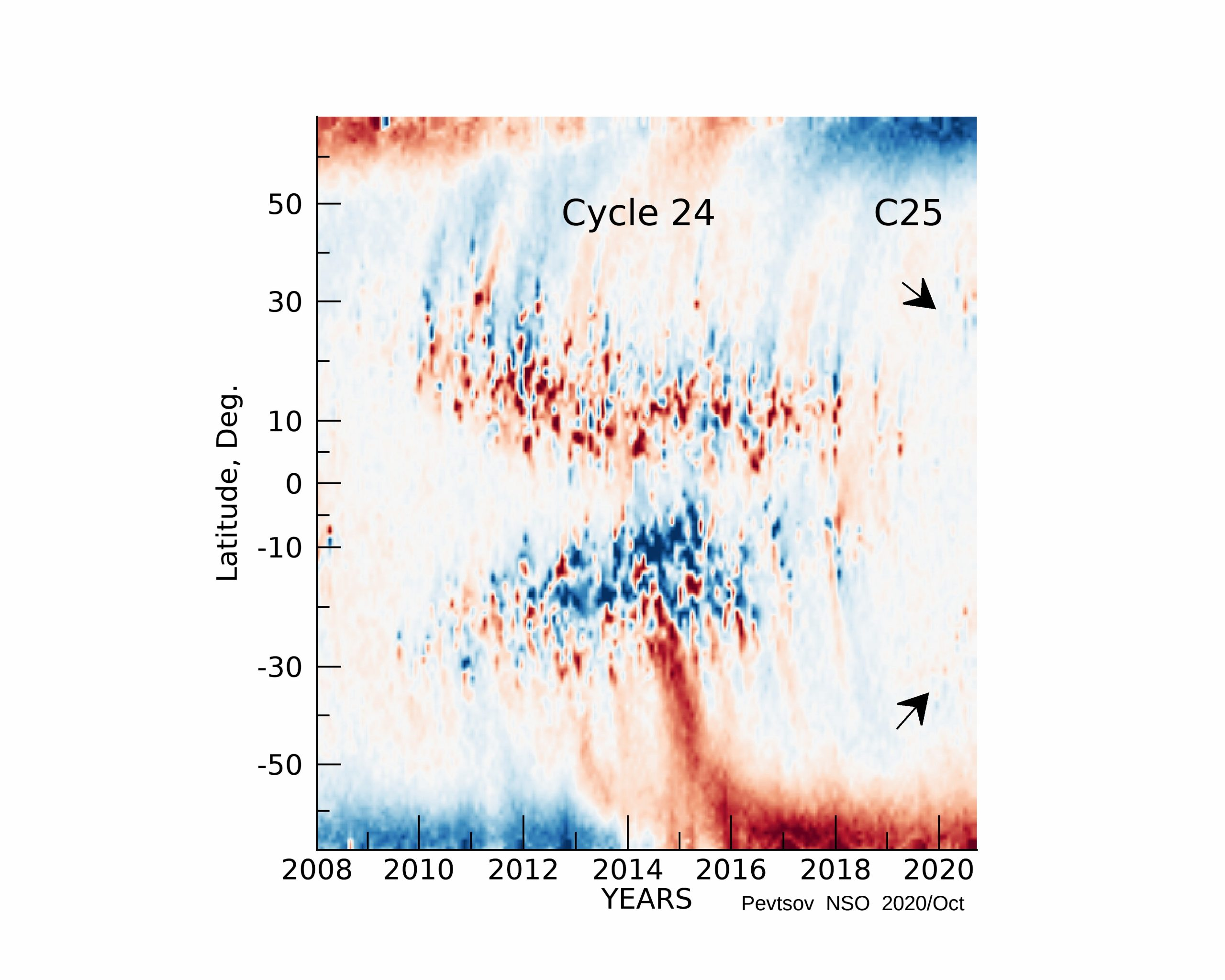
Діаграма залежності радіального компонента сонячного магнітного поля від часу («діаграма метелика») для 24-го циклу на основі синоптичних карт цілочисельних обертів (з поправкою на нульову точку) від GONG. Синій та червоний кольори показують поля негативної та позитивної полярності відповідно, масштабовані в межах ±5 Гаус. Дві чорні стрілки позначають приблизне розташування двох широтних смуг 25-го циклу.

Типовим є перехід від одного циклу до наступного, коли під час сонячного мінімуму існують сонячні плями обох полярностей. Таким чином поява сонячних плям зі зворотною полярністю свідчить про початок переходу до нового циклу. Перші сонячні плями 25-го циклу, можливо, з'явилися на початку квітня 2018 року або навіть у грудні 2016.
У листопаді 2019 року з'явилися дві сонячні плями з оберненою полярністю, що могло сигналізувати про початок 25-го циклу. Ненді та ін. проаналізували орієнтацію полярності біполярних магнітних областей, спостережуваних у грудні 2019 року, та дійшли висновку, що в зоні сонячної конвекції формуються магнітні області з орієнтацією тороїдального компонента поля 25-го сонячного циклу, що є ранньою ознакою нового циклу.
Станом на 13 жовтня 2024 року, у 25-му сонячному циклі в середньому на 40 % більше плям на день, ніж у 24-му сонячному циклі на той самий момент циклу (13 жовтня 2013 року).
- У перший рік 25-го циклу (з грудня 2019 по листопад 2020) в середньому було на 101 % більше плям на день, ніж у перший рік 24-го циклу.
- Протягом другого року 25-го циклу (з грудня 2020 по листопад 2021) в середньому на день було на 7 % більше плям, ніж протягом другого року 24-го циклу.
- У 3-й рік 25-го циклу (з грудня 2021 по листопад 2022) в середньому було на 8 % більше плям на день, ніж у 3-й рік 24-го циклу.
- У 4-й рік 25-го циклу (з грудня 2022 по листопад 2023) в середньому було на 41 % більше плям на день, ніж у 4-й рік 24-го циклу.
- У 5-му році 25-го циклу (з 1 грудня 2023 по 13 жовтня 2024) в середньому на 81 % більше плям на день, ніж у відповідному періоді 24-го циклу.